# Парламентские выборы в Израиле (1965)
Парламентские выборы в Израиле 1965 года состоялись 2 ноября и стали шестыми в истории Израиля. На них были избраны 120 членов Шестого Кнессета. Явка избирателей составила 85,9 %.

## Предыстория
В предверии выборов 1965 года политический ландшафт Израиля пережил серьёзные изменения. В мае правая партия Херут и правоцентристская Либеральная партия объединились, образовав избирательный блок ГАХАЛ, впоследствии преобразованный в блок Ликуд. В ответ левоцентристские МАПАЙ и Ахдут ха-Авода создали свой предвыборный союз, названный Блок единства рабочих Эрец-Исраэль или Маарах, во главе с действующим премьер-министром Леви Эшколем. Одновременно МАПАЙ и Либеральная партия столкнулись с расколом.
Недовольные объединием с Херутом лидер Либеральной партии Пинхас Розен и ещё шесть депутатов-либералов, в основном бывшие члены Прогрессивной партии, вышли из партии и сформировали Партию независимых либералов во главе с Розеном. В июне того же 1965 года восемь депутатов Кнессета от партии МАПАЙ во главе с бывшим премьер-министром Бен-Гурионом вследствие разногласий с Леви Эшколем по «делу Лавона» основали новую левоцентристскую партию РАФИ.
В августе всё того же 1965 года Израильская коммунистическая партия (МАКИ) раскололась на две параллельные структуры: «национальную» во главе с Микунисом (в советской историографии получила название «раскольническая группировка Микуниса — Снэ») и во главе с Меиром Вильнером (или Новый коммунистический список — Решима комунистит хадаша, РАКАХ), в которую вошли большинство коммунистов-арабов и некоторые еврейские члены компартии. В советской историографии это трактовалось как «исключение» или «откол» «шовинистической просионистской группы Микуниса-Снэ». Позже группировка Микуниса эволюционировала в сторону левого сионизма и вступила в левосионистский блок Мокед («Фокус») и после создания одноимённой партии фактически растворилась в ней. Группа Вильнера, в 1980-е годы вернувшая историческое название МАКИ, сохранила просоветскую ориентацию и продолжила проводить последовательную антисионистскую политику.
Для участия в выборах была сформирована новая арабская партия, связанная с МАПАЙ, «Сотрудничество и Братство», в то время как Арабский социалистический список был отстранён от участия Центральной избирательной комиссией из-за связей с запрещённой организацией «Аль-Ард». Бывший военный лётчик, а ныне активист движения за мир между евреями и арабами Аби Натан создал партийный список «Нес» («Чудо»).

## Результаты
|                                                                                 |                                             |                                   |           |        |         |       |       |  |
| Партия                                                                          | Партия                                      | Лидер                             | Голоса    | Голоса | Голоса  | Места | Места |  |
| Партия                                                                          | Партия                                      | Лидер                             | Голоса    | %      | ± п. п. | Места | ±     |  |
|                                                                                 | Блок единства рабочих Эрец-Исраэль (Маарах) | Леви Эшколь                       | 443 379   | 36,74  | новая   | 45    | ▼ 5   |  |
|                                                                                 | Херут Либералы (ГАХАЛ)                      | Менахем Бегин                     | 256 957   | 21,29  | ▼ 6,10  | 26    | ▼ 8   |  |
|                                                                                 | Национальная религиозная партия (НРП)       | Хаим Моше Шапира                  | 107 966   | 8,95   | ▼ 0,86  | 11    | ▼ 1   |  |
|                                                                                 | Изральский рабочий список (РАФИ)            | Давид Бен-Гурион                  | 95 328    | 7,90   | новая   | 10    | ▲ 2   |  |
|                                                                                 | Объединённая рабочая партия (МАПАМ)         | Меир Яари                         | 79 985    | 6,63   | ▼ 0,88  | 8     | ▼ 1   |  |
|                                                                                 | Партия независимых либералов                | Пинхас Розен                      | 45 299    | 3,75   | новая   | 5     | ▼ 2   |  |
|                                                                                 | Агудат Исраэль                              | Ицхак-Меир Левин                  | 39 795    | 3,30   | ▼ 0,39  | 4     | ▬     |  |
|                                                                                 | Новый коммунистический список (РАКАХ)       | Меир Вильнер                      | 27 413    | 2,27   | новая   | 3     | новая |  |
|                                                                                 | Прогресс и Развитие                         | Сейф эль-Дин Эль-Зуаби            | 23 430    | 1,94   | ▲ 0,67  | 2     | ▬     |  |
|                                                                                 | Поалей Агудат Исраэль                       | Калман Кахана                     | 22 066    | 1,83   | ▼ 0,10  | 2     | ▬     |  |
|                                                                                 | Шитух ве-Ахва                               | Дияб Обейд                        | 16 464    | 1,36   | ▼ 0,56  | 2     | ▬     |  |
|                                                                                 | Этот Мир — Новая сила                       | Ури Авнери                        | 14 124    | 1,17   | новая   | 1     | ▲ 1   |  |
|                                                                                 | Израильская коммунистическая партия (МАКИ)  | Шмуэль Микунис                    | 13 617    | 1,13   | ▼ 3,05  | 1     | ▼ 4   |  |
|                                                                                 | Движение за Братство                        |                                   | 11 244    | 0,93   | новая   | 0     | ▬     |  |
|                                                                                 | Список мира                                 |                                   | 5 536     | 0,46   | новая   | 0     | ▬     |  |
|                                                                                 | Нес                                         |                                   | 2 135     | 0,18   | новая   | 0     | ▬     |  |
|                                                                                 | Молодой Израиль                             |                                   | 1 990     | 0,16   | новая   | 0     | ▬     |  |
|                                                                                 | Действительные голоса                       | Действительные голоса             | 1 206 728 | 96,95  | ▼ 0,15  |       |       |  |
|                                                                                 | Недействительные голоса                     | Недействительные голоса           | 37 978    | 3,05   | ▲ 0,15  |       |       |  |
|                                                                                 | Всего                                       | Всего                             | 1 244 706 | 100    |         | 120   | ▬     |  |
|                                                                                 | Избирателей зарегистрировано/Явка           | Избирателей зарегистрировано/Явка | 1 449 709 | 85,86  | ▼ 4,29  |       |       |  |
| Источник: Официальный сайт Кнессета, Israel Democracy Institute и Nohlen et al. |                                             |                                   |           |        |         |       |       |  |

## После выборов
Спикером Кнессета вновь стал Кадиш Луз, депутат от блока Маарах.
12 января 1966 года Леви Эшколь сформировал Тринадцатое правительство Израиля, в которое помимо министров от блока Маарах также вошли представители Национально-религиозной партии, партий МАПАМ, Независимые либералы, Поалей Агудат Исраэль, «Прогресс и развитие» и «Сотрудничество и Братство». В конце августа 1966 года в Гиват-Раме в Иерусалиме открылся новый Кнессет. Когда 5 июня 1967 года разразилась Шестидневная война, блок Гахал и партия Рафи присоединились к коалиции, сформировав правительство национального единства, которое распалось со смертью Эшколя 26 февраля 1969 года.
17 марта 1969 года Голда Меир (Маарах) сформировала Четырнадцатое правительство Израиля, оно же правительство национального единства, в которое вошли министры от блока Маарах, а также от блока ГАХАЛ, Национально-религиозной партии, Независимых либералов, арабских партий «Прогресс и развитие» и «Сотрудничество и братство».
В 1968 году партии РАФИ, МАПАЙ и Ахдут ха-Авода объединились в Израильскую партию труда (Авода), в то же время Давид Бен-Гурион (РАФИ) предпочёл стать независимым депутатом. В 1969 году Авода образовала альянс с МАПАМ, также названный Авода. Новый альянс объединил 63 депутата — единственный случай в истории израильского парламента, когда одна фракция имела большинство в Кнессете. Другие изменения в составе членов Кнессета включали переход Изхара Харари из Партии независимых либералов во фракцию Маарах, выход четырёх депутатов Кнессета из ГАХАЛа и создание ими партии «Свободный центр» во главе с адвокатом Шмуэлем Тамиром, а также слияние партий «Прогресс и развитие» и «Сотрудничество и братство» в партию «Сотрудничество и развитие» (которая затем распалась на две первоначальные партии — Партию друзов и «Еврейско-арабское братство», каждая из которых имела по одному месту).